# Alexander Collie
Alexander Collie (2 juni 1793 – 8 november 1835) was een Schotse chirurg en botanicus die in 1829 naar West-Australië reisde. Hij was ontdekkingsreiziger en koloniaal chirurg.

## Vroege jaren
Alexander Collie werd geboren te Insch in Aberdeenshire in Schotland op 2 juni 1793. Zijn vader was Alexander Collie en zijn moeder was Christina Leslie. Collie was de jongste van drie zonen. Hij studeerde geneeskunde in Edinburgh en verhuisde op zijn achttiende naar Londen om verder te kunnen studeren. In januari 1813 trad hij toe tot de Fellowship of the Royal Colleges of Surgeons (FRCS) en werd assistent-chirurg in de Britse marine.

## Carrière
Collie zeilde aan boord van het fregat HMS Doris naar Tenerife, China en Oost-Indië alvorens naar Europa terug te keren en plantkunde, mineralogie en chemie te studeren. In 1824 werd hij chirurg aan boord van de HMS Blossom en deed Afrika, Brazilië, Chili, de Sandwich Eilanden, Californië, het schiereiland Kamtsjatka, Taiwan en Mexico aan. Op die lange reis schreef Collie het Journal of Events of the Trip of the Blossom maar het werd nooit gepubliceerd door onenigheid met de kapitein van de expeditie, kapitein Beechey.
Vervolgens werd Collie scheepschirurg op de HMS Sulphur. Dat schip maakte samen met de bark Parmelia deel uit van de expeditie die West-Australië ging koloniseren. In februari 1829 lieten ze de haven van Portsmouth achter zich. Op 16 april 1829 hielp Collie luitenant-gouverneur James Stirling's vrouw Ellen op zee bevallen van een zoon. Ze wierpen het anker uit nabij Rottnesteiland op 3 juni 1829. Collie begon te werken vanuit een hospitaaltent op Gardeneiland. In zijn vrije tijd studeerde hij botanie. Hij ontving 610 hectare land langs de rivier Swan.
Collie en luitenant Preston verkenden het zuidwesten van West-Australië. Ze ontdekten onder meer twee rivieren. Luitenant-gouverneur Stirling vernoemde beide rivieren naar hen: de Preston en de Collie. In 1830 onderzocht hij op bevel van Stirling de condities in de nederzetting van Thomas Peel. Er waren 28 mensen gestorven en nog meer ziek geworden. In zijn verslag verklaarde hij dat Peel incompetent was waardoor de overheid besloot de kolonisten te ondersteunen en ze van hun contractuele verplichtingen ten aanstaan van Peel te ontheffen.
In 1831 ontving Collie 200 hectare grond in Albany. Hij werd er tot vrederechter benoemd. Collie begon problemen met zijn gezondheid te krijgen en dacht dat hij aan astma leed maar het betrof vermoedelijk tuberculose. Na 18 maanden keerde hij terug naar Perth waar hij van 1833 tot 1835 Charles Simmons als koloniaal chirurg van de kolonie aan de rivier de Swan opvolgde. Zijn beslissing om vanwege zijn gezondheidsproblemen via Sydney naar Engeland terug te keren kwam te laat. Hoewel hij aan boord ging van de HMS Zebra verliet hij de West-Australische wateren nooit meer. Alexander Collie stierf op 8 november 1835 in King George Sound en werd, op zijn uitdrukkelijke wens, begraven naast Mokare, zijn Aborigines verkenner en compagnon. Beide graven werden tijdens de bouw van het stadhuis van Albany in 1887 geruimd. Collie's resten liggen sindsdien begraven op het pionierskerkhof in Albany.

## Nalatenschap
Het stadje Collie en de rivier Collie in West-Australië werden naar Alexander Collie vernoemd. In 1935 werd in Collie een granieten monoliet ter zijner nagedachtenis opgericht. Daarop staat te lezen :
"To ALEXANDER COLLIE R.N. Physician, Explorer, and Administrator, Who discovered and named the Collie River November 23rd, 1829.
Erected by the Municipal Council of Collie November 23rd, 1935"
"Aan ALEXANDER COLLIE R.N. Arts, ontdekkingsreiziger en ambtenaar die de Collierivier ontdekte en zijn naam gaf op 23 november 1829. Opgericht door het stadsbestuur van Collie op 23 november 1935."
In Fremantle werd een straat naar Collie vernoemd. Er werd een Mexicaanse vogelsoort naar hem vernoemd na zijn reis aan boord van de Bossom in de jaren 1820: Collies ekstergaai. Ook de schildpad Chelodina colliei, nu Chelodina oblonga, werd naar hem vernoemd.
- Australian Dictionary of Biography: collie-alexander-1911
- Author citation (botany): Collie
- Gemeinsame Normdatei: 138217963
- International Standard Name Identifier: 0000 0000 6325 9416
- Library of Congress Control Number: no2015164447
- SNAC: w6qz9t5k
- Trove: 624688
- Virtual International Authority File: 88267046
- WorldCat: E39PBJxxhyW4rJtgrGR9x6HKVC